# Phasia frontata
Phasia frontata är en tvåvingeart som beskrevs av Sun 2003. Phasia frontata ingår i släktet Phasia och familjen parasitflugor. Inga underarter finns listade i Catalogue of Life.